# Рассоха (приток Мойвы)
Рассоха — река в России, протекает в Красновишерском районе Пермского края. Устье реки находится в 1,8 км по правому берегу реки Мойва. Длина реки составляет 11 км.
Исток реки на западном склоне хребта Леписалинел Северного Урала (823 м НУМ). Всё течение проходит в ненаселённой местности среди гор и холмов, поросших еловой тайгой. Характер течения — горный. Течёт на запад, но в нижнем течении поворачивает на северо-запад и некоторое время течёт параллельно Мойве, пока не впадает в неё в 1,5 км от впадения самой Мойвы в Вишеру.

## Данные водного реестра
По данным государственного водного реестра России относится к Камскому бассейновому округу, водохозяйственный участок реки — Кама от водомерного поста у села Бондюг до города Березники, речной подбассейн реки — бассейны притоков Камы до впадения Белой. Речной бассейн реки — Кама.
По данным геоинформационной системы водохозяйственного районирования территории РФ, подготовленной Федеральным агентством водных ресурсов:
- Код водного объекта в государственном водном реестре — 10010100212111100004204
- Код по гидрологической изученности (ГИ) — 111100420
- Код бассейна — 10.01.01.002
- Номер тома по ГИ — 11
- Выпуск по ГИ — 1